# Bavegem
Bavegem is een dorp in de Belgische provincie Oost-Vlaanderen en een deelgemeente van Sint-Lievens-Houtem, het was een zelfstandige gemeente tot aan de gemeentelijke herindeling van 1977.Bavegem is gelegen aan de Molenbeek in de Denderstreek.

## Geschiedenis
Bavegem vormde met Vlierzele een heerlijkheid die al ver vóór de 10e eeuw in handen was van de Sint-Baafsabdij te Gent. Een baljuw vertegenwoordigde het gezag van de abt. In 1540 werd de abdij opgeheven en kwam de heerlijkheid aan de bisschop van Gent, maar de voogdij werd uitgevoerd door de heren van het Land van Rode.

## Demografische ontwikkeling
- Bronnen:NIS, Opm:1831 tot en met 1970=volkstellingen; 1976 = inwoneraantal op 31 december

## Bezienswaardigheden
- De Sint-Onkomenakerk.
- De Dikke linde, die staat tussen Bavegem, Vlierzele en Oordegem.
- De Onze-Lieve-Vrouw-van-Bijstandkapel

## Natuur en landschap
Bavegem ligt in Zandlemig Vlaanderen op een hoogte van 20-40 meter. De Molenbeek loopt in noordelijke richting door Bavegem.

## Economie
In de 19e eeuw was Bavegem vooral een landbouwdorp. Er bestond een bloeiende varkenshandel. Begin 20e eeuw ontstonden enkele steenbakkerijen en houtzagerijen. Na de Tweede Wereldoorlog werden landbouwgerelateerde bedrijven opgericht, zoals Zuivelfabriek Inex en vetsmelterij Cominbel.

## Sport
In Bavegem speelde de voetbalclub OZ Bavegem. In 2020 verkeerde deze club in ernstige moeilijkheden: er was geen jeugdploeg meer en ook het bestuur bleef vrijwel onbemand.

## Trivia
In Bavegem werden opnames gemaakt voor de verfilming van het boek "De helaasheid der dingen" van Dimitri Verhulst.

## Nabijgelegen kernen
Oosterzele, Westrem, Oordegem, Letterhoutem
Deelgemeenten: Bavegem · Letterhoutem · Sint-Lievens-Houtem · Vlierzele · Zonnegem

Belgische gemeenten · Arrondissement Aalst · Oost-Vlaanderen · Vlaanderen